# Зграда Поште у Чачку
Зграда Поште се налази у центру града, на углу улица Степе Степановића и Господар Јованове, а подигнута је по пројекту архитеката Јована Ранковића и Бранка Петричића 1938. године.

## Архитектура
Прве поштанске јединице успостављене су још у турском периоду и називале су се мензулане, а биле су стациониране у важним административним центрима. Таква једна мензулана формирана је у Чачку 1834. године. Постоји податак да је ова мензулана добила своју грађевину око 1848, на тзв. поштанском плацу, на месту где се данас налази грађевина из 1938. године. Међутим, од те грађевине није остало ни трага. После Првог светског рата пошта је смештена у Кућу Драговића, у улици Кнеза Милоша, да би нову зграду добила тек 1938. године, између осталог, и на иницијативу Војка Чвркића, народног посланика Среза љубићког, који је 1937. године постао министар пошта.
У време грађења Поште у Чачку двојица архитеката радила су у Министарству грађевина Краљевине Југославије. Јован Ранковић је архитектуру завршио 1928. године на Архитектонском одсеку Техничког факултета у Београду и исте године се запослио у Министарству грађевина Краљевине Југославије. Пре пројектовања Поште у Чачку, његову архитектуру претежно су карактерисале одлике националног стила, што се види на Банској палати у Бања Луци (са Ј. Бончић – Катеринић и А. Павловић) из 1930–1933. године, на Пошти у Крушевцу из 1938. године, као и Ар-Декоа, што се види на стамбеној згради у Булевару Краља Александра бр. 17 и стамбеној згради у Палмотићевој улици бр. 26 у Београду. На пројекту за Пошту у Чачку од 9. фебруара 1938. године, може се видети да је архитекта Јован Ранковић основу решио у виду правоуглог кубичног простора са полукружно решеним шалтерским делом, и то решење предложио Министарству грађевина. На сачуваном плану, кога је одобрило Министарство грађевина, односно шеф Архитектонског одсека Министарства грађевина, истакнути архитекта Момир Коруновић, са датумом 26. април 1938. године, може се пратити промена основе.
Други архитекта поштанског здања у Чачку, Бранко Петричић, овом објекту дао је коначан облик, тако што је основу закривио у облику полукружног прстена. Овакво решење највише подсећа на једну каснију, много познатију Петричићеву зграду, Дом синдиката на Тргу Николе Пашића у Београду из 1947. године, грађену у стилу тада владајућег социјалистичког монументализма. Пошта у Чачку је предвиђена као једноспратница са приземљем, али јој је шездесетих година ХХ века дозидан још један спрат.
Архитекта Бранко Петричић је, такође, дипломирао на Архитектонском одсеку Техничког факултета у Београду 1935. године. По завршеном факултету, запошљава се у Министарству грађевина Краљевине Југославије, али, за разлику од Ранковића, он се убрзо отиснуо на путовање у Европу. Годину 1937. провео је радећи у атељеу архитекте Ле Корбизијеа, где је помагао на пројекту „Plan de Paris-37”. Боравак у Паризу пружио му је знања о урбанизму градова, тако да ће Петричић цео свој животни и радни век провести у истраживању овог аспекта архитектуре. По повратку у земљу, имао је прилику да сарађује са Јованом Ранковићем на пројекту за Пошту у Чачку, где је применио своја знања, стечена у Паризу.
Пројекат за Пошту у Чачку одобрен је у априлу 1938. године. Истог месеца је и започета градња, која је довршена крајем године. Поред основе у облику полукружно закривљеног прстена, грађевина је саграђена у бетону и обложена полихромним вештачким каменом који имитира мермер. Фасада је безорнаментална. Пројектом је било предвиђено да прозори буду решени у виду трака. У приземљу би тај низ био омеђен улазима са страна, а на спрату би стајао у једном континуитету. Није познато зашто ово решење фасаде није изведено. Прозори у приземљу су добили висину улаза, и на тај начин одредили ритам овог дела фасаде, док је спрат добио пет прозора, који се смењују са блоковима вештачког камена између њих. Кров је решен равно. Дограђени спрат у потпуности прати решење грађевине и разлика је приметна само у боји употребљеног камена. У унутрашњости грађевине, у приземљу, налази се сала са шалтерима која заузима највећу површину овог дела грађевине. Око сале са шалтерима поређане су канцеларија управника, телефонске кабине, одељење за писма, благајна, одељење за пакете. На спрату су биле смештене просторије за телеграфску и телефонску опрему, инсталацију, аутоматска сала, ПТТ радионица, магацин прибора и опреме, као и канцеларије. Распоред просторија указује на то да је архитектура грађевине прилагођена функцији институције.
Пошта се налази у централном делу града, који карактеришу претежно грађевине настале у еклектичном стилу академизма и сецесије. Пошта у Чачку је вешто уклопљена у такво окружење. Посматрањем грађевине стиче се утисак монументалности, иако, због скучености простора на коме се налази, то није било могуће остварити. Управо закривљењем фасаде грађевина илузорно добија на величини, мада је то, по димензијама и простору који заузима, прилично мали објекат. Такође, полихромни вештачки камен, имитација мермера, као реминисценција на архитектуре прошлости, доприноси успешнијем уклапању у амбијент. На тај начин, Пошта у Чачку постаје успешно решење модернизма у комбинацији са прилагођавањем урбанистичком плану града и његове еклектичне архитектуре, настале углавном у ХIХ веку.